# Municipalità locale di Madibeng
Madibeng è una municipalità locale (in inglese Madibeng Local Municipality) appartenente alla municipalità distrettuale di Bojanala della provincia del Nordovest in Sudafrica.
Il suo territorio si estende su una superficie di 3.839 km² ed è suddiviso in 31 circoscrizioni elettorali (wards).  Il suo codice di distretto è NW372.
La municipalità locali del Sudafrica di Madibeng è situata tra le catene montuose di Magaliesberg e di Witwatersberg.
Il suo nome significa luogo dell'acqua.

In base al censimento del 2001 la popolazione è di 419 681 abitanti.

## Geografia fisica

### Confini
La municipalità locale di Madibeng confina a nord con quella di Thabazimbi (Waterberg), a est con quella di Moretele  e con il distretto metropolitano di Tshwane /Gauteng, a sud con quella di Mogale City (West Rand/Gauteng) e a ovest con quelle di Rustenburg e Moses Kotane.

### Città e comuni
- Bafokeng
- Bakwena Boo Modimosana Ba Ga Makau
- Bapo Ba Ga Mogale
- Borakalalo Nature Reserve
- Brits
- Broederstroom
- Damonsville
- De Wildt
- Elandsdrift
- Ga-Rankuwa
- Hartbeespoort
- Hartbeespoort Dam Nature Reserve
- Hartebeesfontein New Paradise
- Jericho
- Jonathan
- Kgabalatsane
- Kleinfonteinstad
- Kosmos
- Lerulaneng
- Letlhabile
- Maboloko
- Madibeng
- Magaliesberg Nature Reserve
- Makgabetlwane
- Maroelakop
- Mmakau
- Modderspruit
- Mooinooi
- Oskraal
- Oukasie
- Pelindaba
- Rankotea
- Sechaba-Sa-Ba-Taung
- Skeerpoort
- Sonop
- Western Platinum Mines
- Wonderkoppies

### Fiumi
- Hex
- Jukskei
- Krokodil
- Kutswane
- Magalies
- Maretlwana
- Moretele
- Motlhabe
- Rosespruit
- Sand
- Sterkstroom
- Swartspruit
- Tolwane

### Dighe
- Hartebeespoortdam
- Klipvoordam
- Rooikoppies Dam

## Economia
L'agricola, il turismo, il settore manifatturiero e l'industria mineraria sono a base dell'economia della regione.

### Agricoltura
Grazie ai terreni fertili, al clima mite e la presenza di molti fiumi la regione produce molte varietà di prodotti agricoli. L'agricoltura è anche favorita da un ottimo sistema di irrigazione.

### Industria manifatturiera
L'industria manifatturiera, della regione, è concentrata nell'area industriale della città di Brits, dove si contano almeno 85 industrie.
Le industrie principali sono: l'industria automobilistica, la lavorazione dei metalli e dei minerali, la lavorazione del tabacco e industrie chimiche e della gomma.

### Industria mineraria
L'industria mineraria di Madibeng è una risorsa economica molto importante in considerazione del fatto che è in forte ampliamento.
Le attività di estrazione più importanti riguardano il platino, il ferro, il cromo e la silice (per l'industria del vetro). Sono presenti anche numerose cave di granito.

### Turismo
Le riserve naturali, la possibilità di esercitare la pesca e la caccia e la presenza di numerosi luoghi storici fanno sì che la regione abbia un forte afflusso turistico, soprattutto nell'area della diga di Haartbeespoortdam.